# Algérie aux Jeux olympiques d'été de 2000
L'Algérie a participé aux Jeux olympiques d'été de 2000 à Sydney. Il s'agit de leur 9e participation à des Jeux d'été. La délégation algérienne, composée de 66 athlètes, termine 40e du classement par nations avec cinq médailles (une en or, une en argent et trois en bronze).

## Nombre d'athlètes qualifiés par sport
Voici la liste des qualifiés et sélectionnés Algériens par sport (remplaçants compris) :
| Sport      | Hommes | Femmes | Total |
| ---------- | ------ | ------ | ----- |
| Athlétisme | 13     | 5      | 18    |
| Aviron     | 1      | 1      | 2     |
| Boxe       | 6      | 0      | 6     |

## Résultats
| Sport                   | Discipline      | Sportifs            |
| Médailles d'or : 1      |                 |                     |
| Athlétisme              | 1 500 m         | Nouria Benida-Merah |
| Médailles d'argent : 1  |                 |                     |
| Athlétisme              | 5 000 m         | Ali Saïdi-Sief      |
| Médailles de bronze : 3 |                 |                     |
| Athlétisme              | 800 m           | Djabir Saïd-Guerni  |
| Athlétisme              | Saut en hauteur | Abderrahmane Hammad |
| Boxe                    | Poids légers    | Mohamed Allalou     |

## Athlétisme

### Hommes
| Athlète                                                     | Épreuve              | Séries         | Séries      | Quarts de finale | Quarts de finale | Demi-finales  | Demi-finales | Finale          | Finale             |
| Athlète                                                     | Épreuve              | Temps          | Rang        | Temps            | Rang             | Temps         | Rang         | Temps           | Rang               |
| ----------------------------------------------------------- | -------------------- | -------------- | ----------- | ---------------- | ---------------- | ------------- | ------------ | --------------- | ------------------ |
| Malik Louahla                                               | 400 m                | 46 s 06        | 4e          | Eliminé          | Eliminé          | Eliminé       | Eliminé      | Eliminé         | Eliminé            |
| Djabir Saïd-Guerni                                          | 800 m                | 1 min 47 s 95  | 2e          | Non disputé      | Non disputé      | 1 min 44 s 19 | 1er          | 1 min 45 s 16   | Médaille de bronze |
| Adem Hecini                                                 | 800 m                | 1 min 47 s 62  | 2e          | Non disputé      | Non disputé      | 1 min 45 s 08 | 3e           | Eliminé         | Eliminé            |
| Kamel Boulahfane                                            | 1 500 m              | 3 min 39 s 01  | 3e          | Non disputé      | Non disputé      | 3 min 43 s 98 | 11e          | Eliminé         | Eliminé            |
| Noureddine Morceli                                          | 1 500 m              | 3 min 38 s 41  | 2e          | Non disputé      | Non disputé      | 4 min 00 s 78 | 12e          | Eliminé         | Eliminé            |
| Mohamed Khaldi                                              | 1 500 m              | 3 min 41 s 16  | 8e          | Eliminé          | Eliminé          | Eliminé       | Eliminé      | Eliminé         | Eliminé            |
| Ali Saïdi-Sief                                              | 5 000 m              | 13 min 29 s 24 | 1er         | Non disputé      | Non disputé      | Non disputé   | Non disputé  | 13 min 36 s 20  | Médaille d'argent  |
| Réda Benzine                                                | 5 000 m              | 13 min 23 s 10 | 4e          | Non disputé      | Non disputé      | Non disputé   | Non disputé  | 13 min 40 s 95  | 11e                |
| Laid Bessou                                                 | 3000m steeple        | 8 min 21 s 14  | 1er         | Non disputé      | Non disputé      | Non disputé   | Non disputé  | 8 min 33 s 07   | 11e                |
| Mourad Benslimani                                           | 3000m steeple        | 8 min 59 s 07  | 11e         | Eliminé          | Eliminé          | Eliminé       | Eliminé      | Eliminé         | Eliminé            |
| Kamel Kohil                                                 | Marathon             | Non disputé    | Non disputé | Non disputé      | Non disputé      | Non disputé   | Non disputé  | 2 h 17 min 46 s | 23e                |
| Malik Louahla Kamel Talhaoui Samir-Adel Louahla Adem Hecini | Relais 4 × 400 m     | DSQ            | /           | Eliminé          | Eliminé          | Eliminé       | Eliminé      | Eliminé         | Eliminé            |
| Moussa Aouanouk                                             | 20 kilomètres marche | Non disputé    | Non disputé | Non disputé      | Non disputé      | Non disputé   | Non disputé  | 1 h 25 min 04 s | 23e                |

| Athlète             | Épreuve         | Qualification | Qualification | Finale      | Finale             |
| Athlète             | Épreuve         | Performance   | Rang          | Performance | Rang               |
| ------------------- | --------------- | ------------- | ------------- | ----------- | ------------------ |
| Abderrahmane Hammad | Saut en hauteur | 2,27 m        | 7e            | 2,32 m      | Médaille de bronze |

### Femmes
| Athlète               | Épreuve              | Séries         | Séries      | Quarts de finale | Quarts de finale | Demi-finales  | Demi-finales | Finale          | Finale        |
| Athlète               | Épreuve              | Temps          | Rang        | Temps            | Rang             | Temps         | Rang         | Temps           | Rang          |
| --------------------- | -------------------- | -------------- | ----------- | ---------------- | ---------------- | ------------- | ------------ | --------------- | ------------- |
| Nouria Benida-Merah   | 1 500 m              | 4 min 10 s 24  | 2e          | Non disputé      | Non disputé      | 4 min 05 s 24 | 1er          | 4 min 05 s 10   | Médaille d'or |
| Nasria Baghdad-Azaïdj | 10 000 m             | 35 min 31 s 53 | 20e         | Eliminé          | Eliminé          | Eliminé       | Eliminé      | Eliminé         | Eliminé       |
| Bahia Boussad         | 20 kilomètres marche | Non disputé    | Non disputé | Non disputé      | Non disputé      | Non disputé   | Non disputé  | 1 h 52 min 50 s | 45e           |

| Athlète        | Épreuve     | Qualification | Qualification | Finale      | Finale |
| Athlète        | Épreuve     | Performance   | Rang          | Performance | Rang   |
| -------------- | ----------- | ------------- | ------------- | ----------- | ------ |
| Baya Rahouli   | Triple saut | 13,98 m       | 12e           | 14,17m      | 5e     |
| Yasmina Azzizi | Heptathlon  | Non disputé   | Non disputé   | 5896 pts    | 17e    |

## Aviron

### Hommes
| Athlète(s)   | Compétition | Série         | Série | Repêchage     | Repêchage | Demi-finale   | Demi-finale | Finale                 | Finale |
| Athlète(s)   | Compétition | Temps         | Rang  | Temps         | Rang      | Temps         | Rang        | Temps                  | Rang   |
| ------------ | ----------- | ------------- | ----- | ------------- | --------- | ------------- | ----------- | ---------------------- | ------ |
| Rafik Amrane | Skiff       | 7 min 44 s 48 | 5e    | 7 min 42 s 17 | 4e        | 7 min 38 s 51 | 4e          | Finale D 7 min 35 s 66 | 3e     |

### Femmes
| Athlète(s)    | Compétition | Série         | Série | Repêchage     | Repêchage | Demi-finale   | Demi-finale | Finale                 | Finale |
| Athlète(s)    | Compétition | Temps         | Rang  | Temps         | Rang      | Temps         | Rang        | Temps                  | Rang   |
| ------------- | ----------- | ------------- | ----- | ------------- | --------- | ------------- | ----------- | ---------------------- | ------ |
| Samia Hireche | Skiff       | 8 min 28 s 65 | 5e    | 8 min 21 s 67 | 4e        | 8 min 18 s 16 | 2e          | Finale C 8 min 12 s 89 | 5e     |

## Boxe

### Hommes
| Athlète             | Catégorie        | 16e de finale               | 8e de finale             | Quart de finale      | Demi-finale              | Finale              |
| Athlète             | Catégorie        | Adversaire Résultat         | Adversaire Résultat      | Adversaire Résultat  | Adversaire Résultat      | Adversaire Résultat |
| ------------------- | ---------------- | --------------------------- | ------------------------ | -------------------- | ------------------------ | ------------------- |
| Mebarek Soltani     | Poids mi-mouches | Défaite Mexique 15-16       | Eliminé                  | Eliminé              | Eliminé                  | Eliminé             |
| Nacer Keddam        | Poids mouches    | Défaite Canada 11-18        | Eliminé                  | Eliminé              | Eliminé                  | Eliminé             |
| Hichem Blida        | Poids coqs       | Victoire Porto Rico 11-10   | Défaite Ouzbékistan 8-17 | Eliminé              | Eliminé                  | Eliminé             |
| Noureddine Madjhoud | Poids plumes     | Défaite Afrique du Sud 5-10 | Eliminé                  | Eliminé              | Eliminé                  | Eliminé             |
| Mohamed Allalou     | Poids welters    | Victoire Tchéquie 17-9      | Victoire Ghana 15-6      | Victoire Italie 22-8 | Défaite Ouzbékistan 2-17 | Eliminé             |
| Mohamed Azzaoui     | Poids lourds     | Défaite France              | Eliminé                  | Eliminé              | Eliminé                  | Eliminé             |

## Source
- (en) Cet article est partiellement ou en totalité issu de l’article de Wikipédia en anglais intitulé « Algeria at the 2000 Summer Olympics » (voir la liste des auteurs).